# Canó automàtic

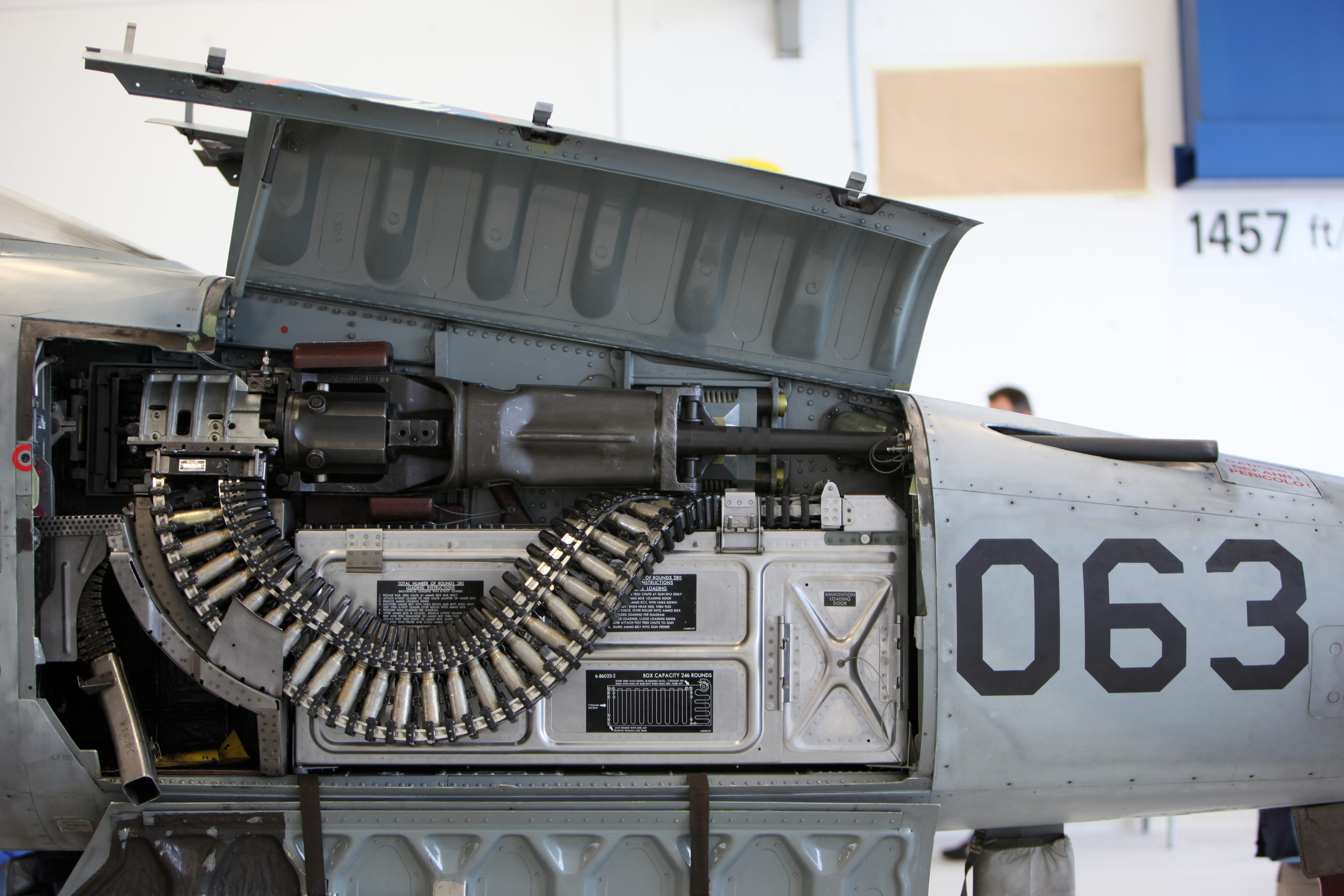
Canó automàtic M39 de calibre 20 mm instal·lat al morro d'una caça Northrop F-5.

És canó automàtic una arma de foc amb un calibre superior al d'una metralladora i una cadència de tir molt major a la d'un canó d'artilleria convencional gràcies a l'ús d'automatismes en la recàrrega dels cartutxos. El terme canó s'utilitzà durant la Segona Guerra Mundial per a referir-se a les armes de foc pesades utilitzades en avions de combat, en caces o torretes de cua dels bombarders, semblant a les metralladores però amb un calibre major (habitualment de 20 o 30mm) i que comptaven amb projectils explosius. També hi havia múltiples canons o metralladores pesades semblants utilitzades en vaixells de guerra, tancs o en defensa antiaèria. Després de la guerra es desenvoluparen armes semblants, però que no utilitzaven munició explosiva (per exemple en missions antitancs), i es començà a utilitzar el terme 'canó automàtic' per a tots aquests tipus d'armes de foc. Actualment es distingeixen d'altres armes semblants bàsicament per incorporar automatismes en la recarrega i tret, permetent altes cadències de tret i fent-los útils per a gran varietat de missions.

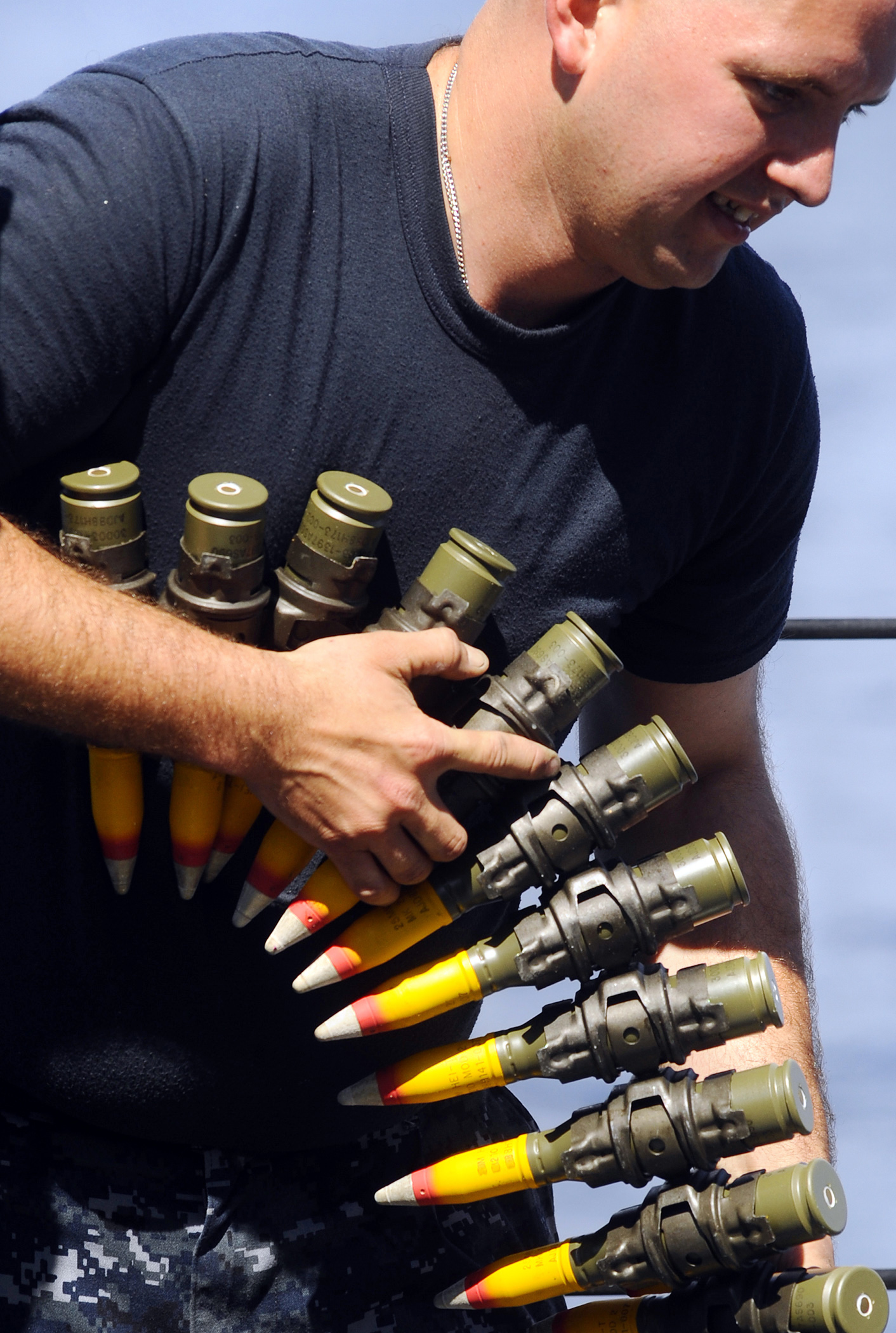
Munició de 25mm d'un canó automàtic MK 38 utilitzat en un vaixell de la Marina dels Estats Units, a destacar la seva mida en comparació amb l'artiller que la manipula.

La primera funció de gran difusió dels canons automàtics fou en l'artilleria antiaèria, ja que calia destruir avions de combat que volaven a gran velocitat fent necessària una cadència de tret superior a la que proporcionava l'artilleria convencional. L'ús del canó automàtic com a arma aèria és majoritari, ja que ha substituït a les metralladores utilitzades anteriorment gràcies a la gran potència de foc que ofereix. En l'àmbit dels vaixells de guerra moderns pràcticament només s'utilitzen canons automàtics, ja sigui en calibres "lleugers" de 20 a 30 mm fins a calibres de 127mm (5 polzades) o més. Tot i que ha tingut una adopció més tardana les forces terrestres l'utilitzen cada cop més, tot sovint equipa a transports blindats o com a arma secundària d'alguns tancs.

## Definició
La definició precisa de canó automàtic és sovint confusa, ja que alguns dels criteris que la defineixen també els compleixen armes semblants. En termes generals el canó automàtic seria una gran metralladora que dispara projectils explosius i té un tipus de tret automàtic és a dir que no és capaç de disparar bala a bala ho fa en ràfegues.
Les metralladores utilitzen un mecanisme de foc automàtic molt semblant als dels canons automàtics. Tot i això són de calibres més petits cosa que en permet l'ús i transport per un sol soldat. Per contra els canons automàtics requereixen un suport o pedestal per tal d'absorbir en retrocés, molt major. Els projectils dels canons automàtics són de calibre 20 mm o major, i sovint empren cartutxos amb càrrega explosiva.
Canons de major calibre també s'han equipat des de la segona part del segle XX amb sistemes de recàrrega automàtica. En són exemples diversos tancs com ara el T-80 rus i el Leclerc francès. Això permet reduir la tripulació a 3 (comandant, artiller i conductor) tot prescindint del carregador. També existeixen peces d'artilleria autopropulsada amb carregadors automàtics. Tot i això la cadència de tir que tenen és relativament lenta (semblant a la de recàrrega manual) i, per tant, sovint no se'ls considera canons automàtics.
Els canons naval moderns, com l'Otobreda 76 mm italià i el 5"/54 Mark 45 (127 mm) americà, són capaços d'aconseguir altes cadències de tir gràcies a l'ús de carregadors automàtics. Això els permet ser utilitzats amb una doble funcionalitat, tant contra objectius de superfície com antiaèria, emprant en aquest darrer cas munició especialitzada i sistemes de control de tir avançats. En aplicacions navals existeixen sistemes especialitzats CIWS basats en canons automàtics de calibres de 20 a 40 mm i dedicats a la defensa contra míssils i aeronaus.

## Munició i cadència de tir
Pot utilitzar una gran varietat de municions, els projectils més habituals són: 
- Els d'alt poder explosiu (en anglès coneguts amb l'acrònim HEAT).
- Els de doble funció (explosiva/antiblindatge: HEDP).
- Els projectils antiblindatge (perforants: AP).

Tot i estar dissenyats per a tenir una alta cadència de tir el canó se sobreescalfaria si es disparés contínuament, a més el subministrament de munició és limitat (sobretot en funció del vehicle o sistema d'armes en el qual està muntada l'arma). Per això se sol limitar el nombre de bales que es poden disparar, per exemple el canó RADEN britànic de 30 mm està limitat a 90 trets per minut
mentre que l'alemany BK-27 la té d'entre 1.700 i 1.800 per minut.
Les cadències de tir més elevades (de milers de trets per minut) són utilitzades especialment en la defensa antiaèria i el combat aire-aire, ja que l'objectiu està exposat en períodes molt breus (deguts a la seva velocitat) i cal oferir la màxima potència de foc en breus instants.